# 바엘

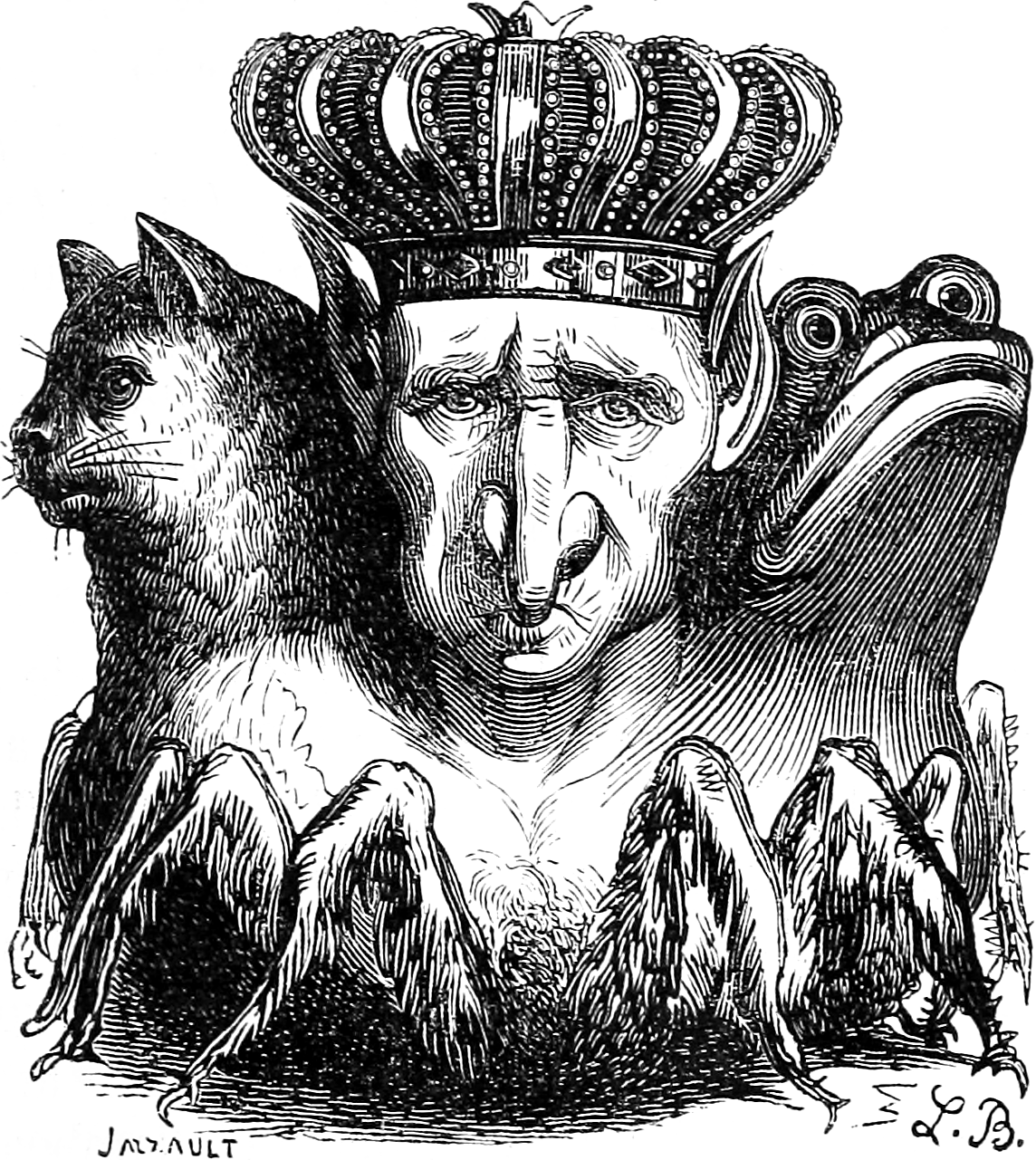
바엘의 초상화.

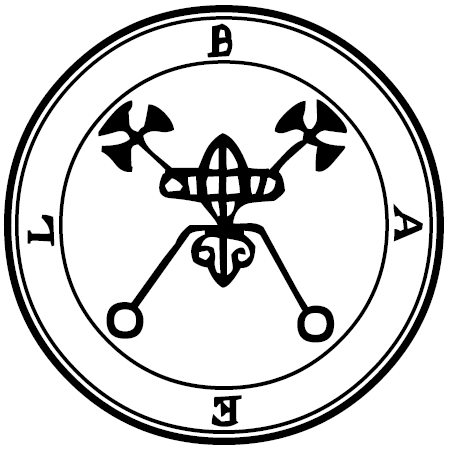
바엘의 인장.

바엘은 솔로몬의 소열쇠와 사이도모나키아 데모눔(그가 처음으로 언급된 악령)과 같은 악마학 도감, 그리고 지옥 사전에도 묘사된 악마이다. 그는 쉰 목소리를 가진 왕으로, 사람을 투명하게 만드는 힘을 가지고 있으며 66개의 악마 군단을 다스리는 것으로 묘사된다. 솔로몬의 소열쇠에서 바엘은 고양이, 두꺼비, 인간, 이들의 조합 또는 기타 “다양한 형태”의 모습으로 나타난다고 묘사하고 있으며, 사이도모나르키아 데모눔과 지옥 사전에서는 고양이, 두꺼비, 인간의 머리를 동시에 가지고 나타난다고 명시하고 있다.
자크 콜린 드 플랑시는 바엘이 가나안의 신 바알과 같은 존재인지 의문시하는데, 이는 합리적인 가정이다. 리브르 데 에스페리츠에서 바알은 오리엔스(동방, 즉 오리엔트를 관장하는 악마)를 다스리는 왕으로 묘사되며, 투명화의 힘과 다른 사람들의 호감을 얻을 수 있는 힘을 가지고 있지만 악마 군단은 6개(66개가 아닌)만 통치하는 것으로 묘사된다. 리베르 오피시오룸 스피리툼에는 바알, 보알이 등장하는데, 이 역시 쉰 목소리를 가진 왕(또는 때로는 군인)으로 투명화 능력뿐만 아니라 과학과 사랑의 힘도 가지고 있다. 슬론 MS 3824는 “악마 통치자들”에서 바알을 오리엔인들을 다스리는 왕으로 언급하며, 과학을 가르치고 (다시) 투명화를 부여하며 250개의 정령 군단을 통제하는 것으로 묘사한다. 바엘은 후기 판에 등장 교황 아스타로스의 연감, (다시) 투명화와 인기를 포함하는 힘을 가진 왕자로, 그랜드 그리모어에서 바엘 (바알 역)은 루시푸지 로포칼레의 부하로 나열된다. 토마스 러드에 따르면 바엘은 셈하메 포라쉬 천사 베후야의 반대자이다.

### 인용주
1. ↑  Baal, as a deity, is also listed in an earlier and separate entry, though de Plancy does connect the two.

### 참조주
1. ↑  Peterson, Joseph H., 편집. (May 2001). 《The Lesser Key of Solomon: Lemegeton Clavicula Salomonis, Detailing the Ceremonial Art of Commanding Spirits Evil》 (영어). Maine: Weiser Books (2001에 출판됨). 7–8쪽. ISBN 1-57863-220-X.
2. 1 2  Weyer, Johann (1563).  Peterson, Joseph H., 편집. 《Pseudomonarchia Daemonum (Liber officiorum spirituum)》 (영어). Twilit Grotto: Esoteric Archives (2000에 출판됨). par. 1.
3. 1 2  de Plancy, Jacques Collin (1853). 《Dictionnaire infernal》 (프랑스어). Paris: Sagnier et Bray. 66쪽.
4. ↑  Peterson 2001, 7–10쪽.
5. ↑  Gettings, Fred (1988). 〈Baal" and "Bael〉. 《Dictionary of Demons》 (영어). London: Guild publishing. 44, 45쪽.
6. ↑  Bane, Theresa (2014년 1월 10일). 〈Baal〉. 《Encyclopedia of Demons in World Religions and Cultures》 (영어). Jefferson, North Carolina: McFarland (2012에 출판됨). 64–65쪽. ISBN 978-0786488940.
7. ↑  Boudet, Jean-Patrice (2003). “Les who's who démonologiques de la Renaissance et leurs ancêtres médiévaux”. 《Médiévales. Langues, Textes, Histoire》. Médiévales (프랑스어) (Revues.org) (44). par. 5, 25, 28, 40. doi:10.4000/medievales.1019.
8. ↑  Porter, John (2011).  Campbell, Colin D., 편집. 《A Book of the Office of Spirits》 (영어). 번역 Hockley, Frederick. Teitan Press. 8–9, 22쪽. ISBN 978-0933429253.
9. ↑  Porter, John; Weston, John (2015).  Harms, Daniel; Clark, James R.; Peterson, Joseph H., 편집. 《The Book of Oberon: A Sourcebook for Elizabethan Magic》 (영어) fir판. Llewellyn Publications. 192–193, 204쪽. ISBN 978-0-7387-4334-9.
10. ↑  Ashmole, Elias (2009).  Rankine, David, 편집. 《The Book of Treasure Spirits》 (영어). Avalonia Books. 165쪽. ISBN 978-1-905297-27-6.
11. ↑  Banner, James, 편집. (1999). 《The Grimoire of Pope Honorius》 (영어). 번역 Ch'ien, Kineta fir판. Seattle, Washington: Trident Books. 15쪽. ISBN 1879000091.
12. ↑  Rankine, David; Barron, Paul Harry, 편집. (August 2013). 《The Complete Grimoire of Pope Honorius》 (영어) Fir판. London: Avalonia Books (2013에 출판됨). 221쪽. ISBN 978-1-905297-65-8.
13. ↑  Waite, Arthur Edward (1913). 〈Part II, Chapter III: 'Concerning the Descending Hierarchy,' Section 1: 'The Names and Offices of Evil Spirits'〉. 《The Book of Ceremonial Magic》 (영어). Internet Sacred Text Archive (2002에 출판됨). 184–193쪽.
14. ↑  Rudd, Thomas (2010).  Skinner, Stephen; Rankine, David, 편집. 《The Goetia of Dr Rudd》 (영어). Golden Hoard Press (2007에 출판됨). 366–376쪽. ISBN 978-0738723556.